# Стрёмстедт, Йенни
Йенни Стрёмстедт (род. Йенни Андерссон; швед. Jenny Strömstedt; 2 августа 1972 года в Соллентуне) — шведская телеведущая и журналистка.
Работала в утреннем новостном шоу-программе шведского телевидения TV4 «Nyhetsmorgon», гостями передачи были знаменитые гости, такие как, Калла Факта, Панжеро, Сварт Эллер Витт и Дискус.
С 8 октября 2012 года Стрёмстедт ведет ток-шоу «Йенни Стрёмстедт» на канале TV4.
До 16 июля 2011 года Йенни носила фамилию Остергрен, она вышла замуж за певца Никласа Стрёмстедта и взяла его фамилию. У Йенни Стрёмстедт трое детей от предыдущих браков. Она также участвовала в танцевальном шоу «Let’s Dance 2015».